# Serra de la Galera
La Serra de la Galera és una serra situada al terme municipal de Godall a la comarca del Montsià, amb una elevació màxima de 220,7 metres.
És una manera d'anomenar la secció septentrional de la Serra de Godall a causa del fet que es troba no gaire lluny del municipi de la Galera.